# Agrothereutes leucoproctus
Agrothereutes leucoproctus là một loài tò vò trong họ Ichneumonidae.